# Crepidium ovalisepalum
Crepidium ovalisepalum är en orkidéart som först beskrevs av Johannes Jacobus Smith, och fick sitt nu gällande namn av Dariusz Lucjan Szlachetko. Crepidium ovalisepalum ingår i släktet Crepidium, och familjen orkidéer. Inga underarter finns listade i Catalogue of Life.